# Neostege
Neostege és un gènere monotípic d'arnes de la família Crambidae descrit per George Hampson el 1910. Conté només una espècie, Neostege holoxutha, descrita en el mateix article, que es troba a Zàmbia i Zimbàbue.